# William F. Claxton
William Francis Claxton (22 d'octubre de 1914 - 11 de febrer de 1996) va ser un productor, editor i director de cinema i televisió estatunidenc. Va fer diverses pel·lícules per a Robert L. Lippert. També va dirigir i produir episodis de Bonanza la sèrie de NBC-TV Little House on the Prairie, i també va dirigir episodis d'altres sèries de NBC-TV com Father Murphy, The Rifleman, The Twilight Zone, Fame, i The High Chaparral.

## Carreres professionals
Claxton va començar a Hollywood com a editor de cinema a la dècada de 1940, on va treballar com a editor per a Edward Small Productions, ja que passaria a la direcció de segones pel·lícules als anys 50 i 60, i també s'endinsarà en la direcció televisiva durant aquest període.
Durant la Segona Guerra Mundial, Claxton va servir al Cos de Senyals dels Estats Units com a capità. Claxton va treballar amb Frank Capra com a editor de pel·lícules a la sèrie Why We Fight. Claxton va treballar al costat de Theodor Seuss Geisel al departament d'animació i cinema de l'Exèrcit dels Estats Units.

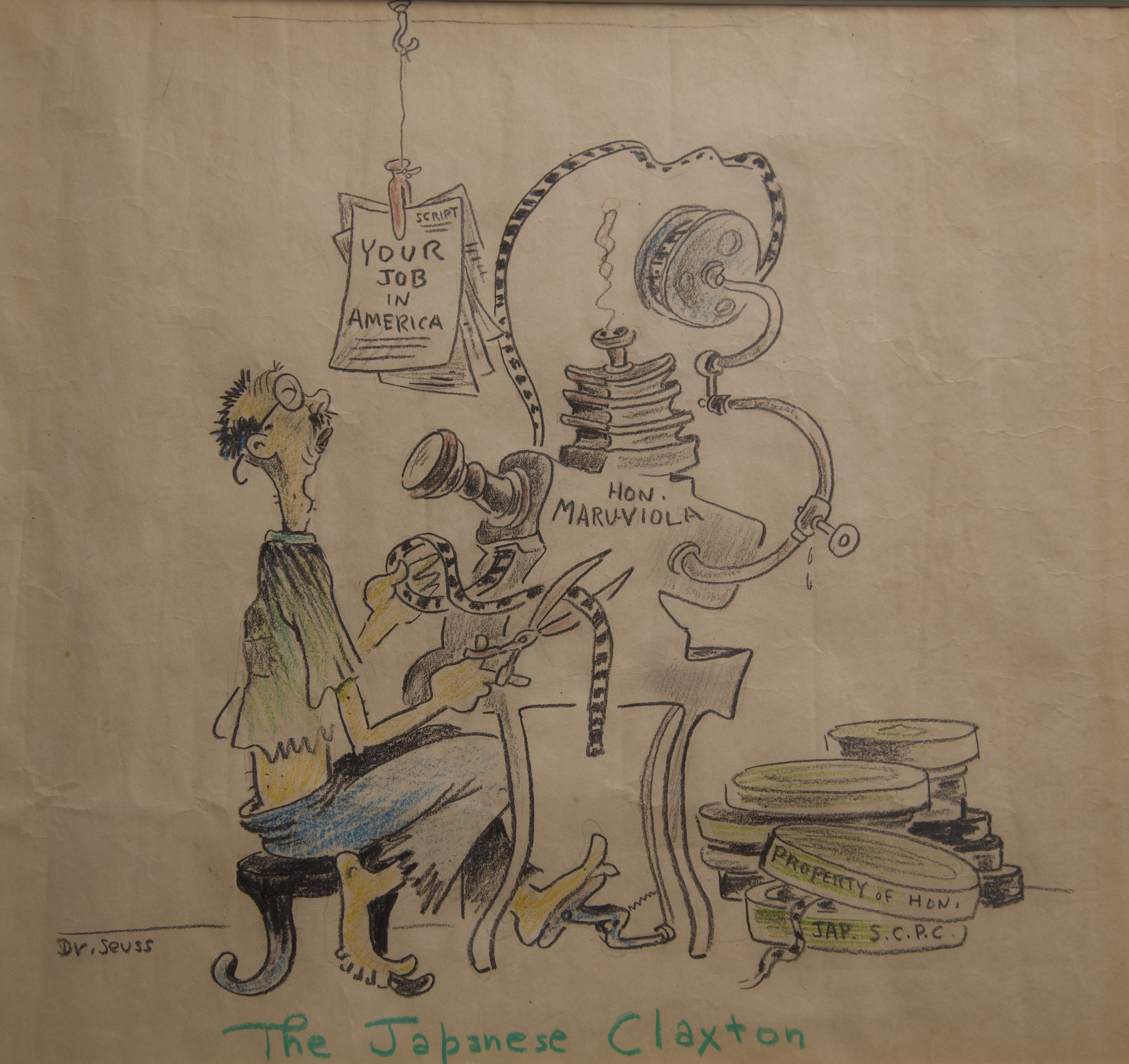
Dibuix fet durant la Segona Guerra Mundial

El primer esforç de direcció de Claxton va ser All That I Can Have de 1951. Claxton, més conegut pel seu treball televisiu, va gaudir d'una llarga estada com a productor/director de l'antologia cristiana sindicada. sèrie This is the Life (que va ser el seu primer treball a la televisió) de 1951 a 1980.
Va passar gran part de la dècada de 1950 amb la filial de 20th Century-Fox Regal Pictures, produint pel·lícules de pressupost mitjà que incloïen les pel·lícules God Is My Partner (1956) i Desire in the Dust (1960); occasionally, as in the cast of Rockabilly Baby (1957), he produced as well as directed.
Claxton era un amic íntim de l'actor Michael Landon, amb qui va treballar a la sèrie de televisió NBC Bonanza, Little House on the Prairie i després Highway to Heaven, i que també va gaudir de la sèrie This is the Life, amb la qual va participar Claxton. Claxton també va dirigir el pilot de la sèrie de llargmetratge Bonanza: The Next Generation (1988).

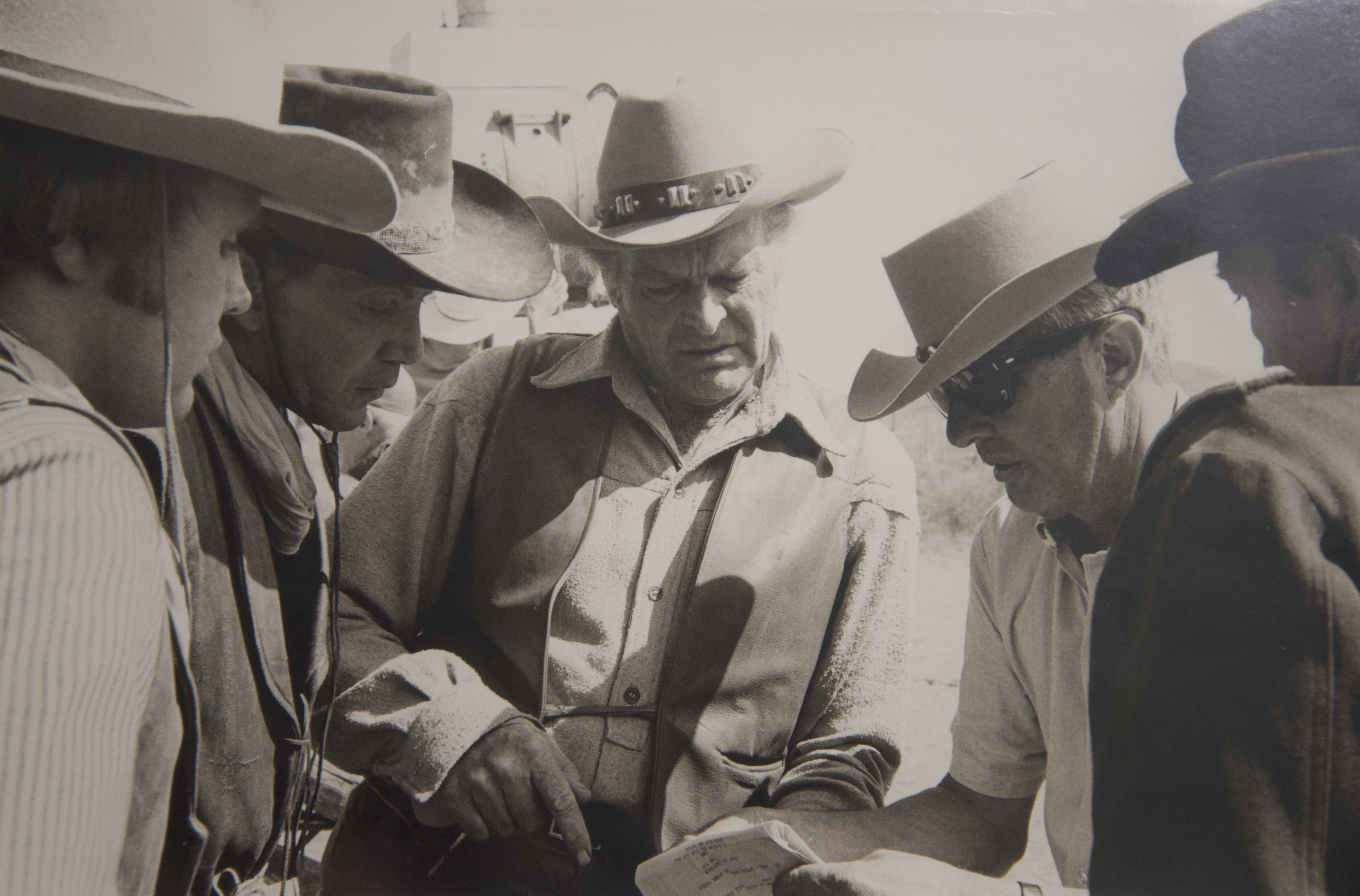

## Filmografia selecta
- Tucson (1949)
- Stagecoach to Fury (1956)
- The Quiet Gun (1957)
- Young and Dangerous (1957)
- God Is My Partner (1957)
- Rockabilly Baby (1957)
- Desire in the Dust (1960)
- I'll Give My Life (The Unfinished Task) (1960)
- The Twilight Zone (4 episodis) (1960–1962)
- La llei dels sense llei (1964)
- Stage to Thunder Rock (1964)
- The High Chaparral (1967–1969)
- Night of the Lepus (1972)
- Bonanza (57 episodis) (1962–1973)
- Little House on the Prairie (68 episodis) (1974–1981)
- Father Murphy (8 episodis) (1981–1982)
- Fame (10 episodis) (1983–1984)
- Highway to Heaven (2 episodis) (1985)
- Bonanza: The Next Generation (1988)
- Michael Landon: Memories with Laughter and Love (1991)